# Psychopsis

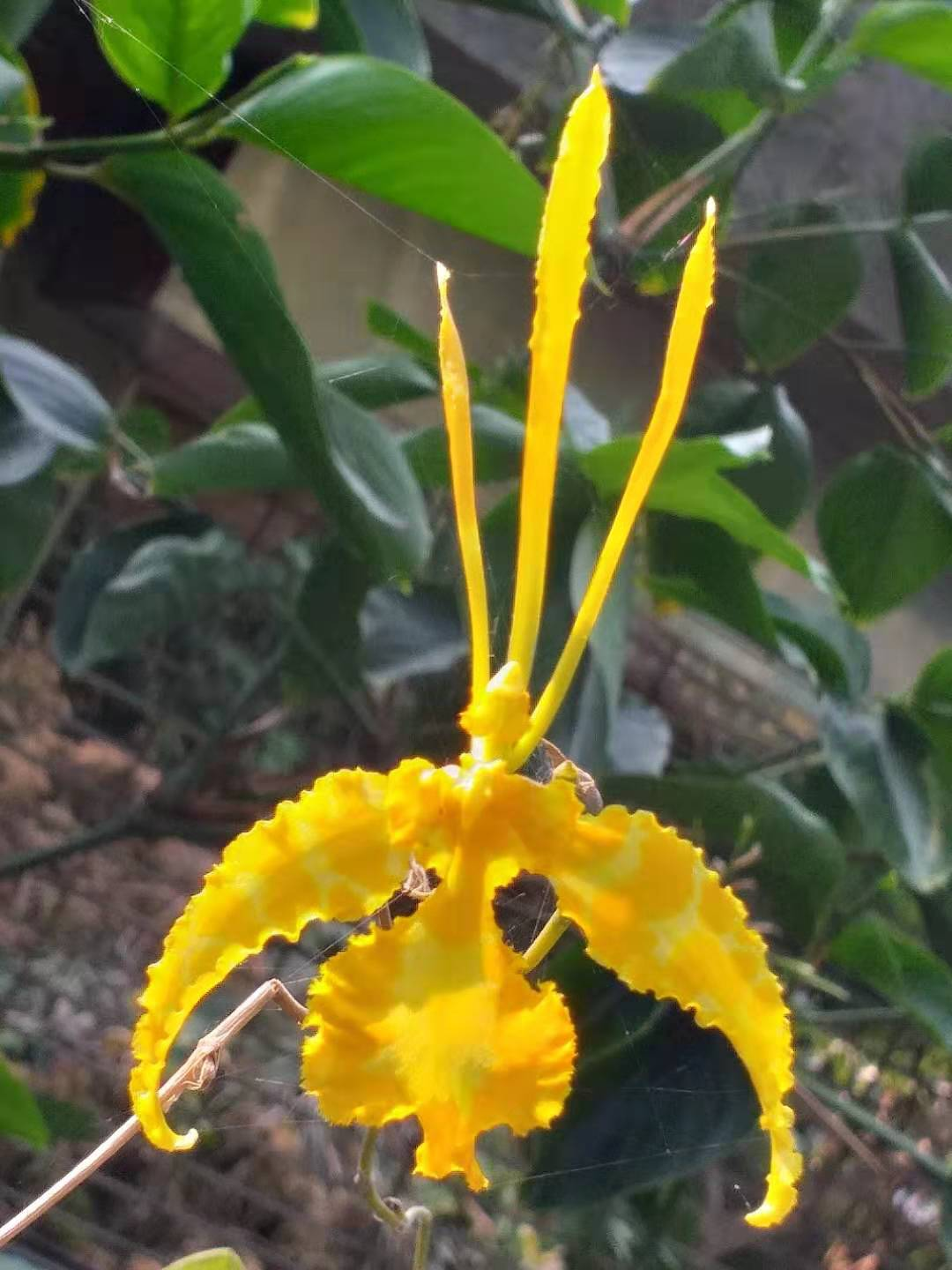
Psychopsis Kalihi

Psychopsis é um género botânico pertencente à família das orquídeas (Orchidaceae). Foi proposto por Rafinesque em Flora Telluriana 4: 40, em 1838. A espécie tipo do gênero é a Psychopsis papilio (Lindley) H.G.Jones, que Rafinesque redescreveu de forma supérflua como Psychopsis picta, uma vez que John Lindley já a havia descrito anteriormente como Oncidium papilio. O nome deste gênero refere-se à semelhança de suas flores com borboletas.
Psychopsis, junto com Psychopsiella, formavam a seção Glanduligera de Oncidium. Em 1838 Rafinesque propôs o gênero Psychopsis para abrigar o Oncidium papilio que acabara de ser descrito por Lindley, mas esse gênero não foi inteiramente aceito. Em 1903 Kuntze reduziu-o a uma seção de ´´Oncidium]],  e sua utilização permaneceu restrita por muitos anos. Em 1982,  Lückel e Braem propuseram não só que se revalidasse o antigo gênero de Rafinesque como também a criação de um novo gênero para abrigar o pequeno Oncidium limminghei, Psychopsiella.
Seguindo a tendência recente de se revisar toda a taxonomia dos seres vivos segundo critérios filogenéticos a comprovação dessas espécies como gênero à parte de Oncidium é confirmada, situando-se em um dos primeiros grupos a derivarem de Oncidium, formado pelos dois gêneros e ainda por Trichopilia. No entanto se propõe a subordinação de Psychopsiella a Psychopsis, o que para muitos parece desnecessário. Por enquanto aqui mantemos estes gêneros em separado.

## Distribuição
Trata-se de gênero com quatro ou cinco robustas espécies epífitas, de crescimento cespitoso, que existem do sul da América Central ao norte da floresta Amazônica.
Quanto às espécies encontradas no Brasil, as informações que existem são vagas. Seguramente, pelo menos uma das espécies existe. Por muitos anos se disse que haveria Psychopsis papilio na Amazônia, entretanto não há qualquer referência de coleta comprovada. É possível que esta informação tenha sido ocasionada por alguma confusão inicial na identificação da espécie encontrada. Recentemente Joacy de Freitas Luz, no boletim Orquídeas,  apresenta fotos de local de coleta de Psychopsis sanderae próximo de Pacaraima, em Roraima. Por outro lado, conferindo as fotos apresentadas em seu livro verifi-se que na realidade trata-se da espécie Psychopsis versteegiana, muito parecida com a outra. Como provavelmente trata-se da foto da planta encontrada, possivelmente a ocorrência no Brasil deveria ser alterada para esta espécie e não Psychopsis sanderae. É provável que outras existam no Brasil. Por hora mantemos apenas a referência de Psychopsis versteegiana.

## Descrição
A semelhança entre Psychopsis e Psychopsiella é bastante clara, ambos apresentam folhas de verde escuro maculadas de castanho, em ambos a inflorescência é longa com apenas uma flor, eventualmente duas ou mais em sequência, de formatos e cores parecidos, entretanto Psychopsiella é em tudo muito menor. Dentre outras diferenças, os pseudobulbos são pequenos e cordiformes, e não ovalados e grandes; e suas flores apresentam sépalas e pétalas curtas largas e todas semelhantes, muito diferentes de Psychopsis onde são extremamente longas e estreitas, mas com as sépalas dorsais largas e franjadas.
Adicionalmente, Psychopsis caracteriza-se por apresentar rizoma reptante curto, com robustos pseudobulbos unifoliados, agregados, como já mencionamos, de formato ovalado, lateralmente comprimidos, levemente enrugados quando velhos. As folhas são coriáceas, elípticas, alongadas espessas porém flexíveis belamente maculadas de verde escuro e castanho. A inflorescência nasce da base dos pseudobulbos, é longa, ereta ou arqueada,  com brácteas espaçadas, como em Phalaenopsis permanecendo ativa durante diversos anos, florescendo sempre na extremidade, mais de uma vez por ano.  Comporta apenas uma flor por vez, mas diversas em sequência.
As flores são bastante grandes, com sépala dorsal e pétalas semelhantes, muito longas e estreitas, eretas quase como se fossem antenas, de base muito atenuada, levemente alargadas e ovaladas no terço final, amareladas maculadas de castanho alaranjado, as sépalas laterais muito mais largas que a dorsal, falcadas e com margens onduladas ou intensamente franjadas, muito coloridas, de amarelo pintalgado ou maculado de castanho avermelhado. O labelo é trilobado, com margens bastante franjadas, os lobos laterais oblongo-arredondados, e o mediano contraído em istmo, o calo, bastante complexo, situa-se entre os lobos laterais. A coluna apresenta antenas laterais, grandes asas laceradas ou não, e antera terminal com duas polínias obovadas.